# Земцов, Константин Александрович
Константин Александрович Земцов (24 июля 1980) — российско-казахстанский футболист.

## Карьера

### Клубная
Начал профессиональную карьеру в 1997 году в российской команде «КАМАЗ-Чаллы»-д, выступавшей в Третьей лиге. В 1999 году перешёл в алматинский «ЦСКА-Кайрат», провёл там два сезона. Затем перебрался в «Восток-Алтын». После двух лет, проведённых в составе клуба из Усть-Каменогорска, перешёл в «Экибастузец» Экибастуз.
В 2004 году играл за «Алма-Ату», где в том же году завершил свою карьеру.

### Сборная
Земцов играл в составе молодёжной сборной Казахстана, сыгравшей единственный раз в финальной части чемпионата мира.

## Личная жизнь
По состоянию на 2014 год жил в Алматы, занимался бизнесом в жилищно-коммунальной сфере.